# Технические дисциплины лёгкой атлетики

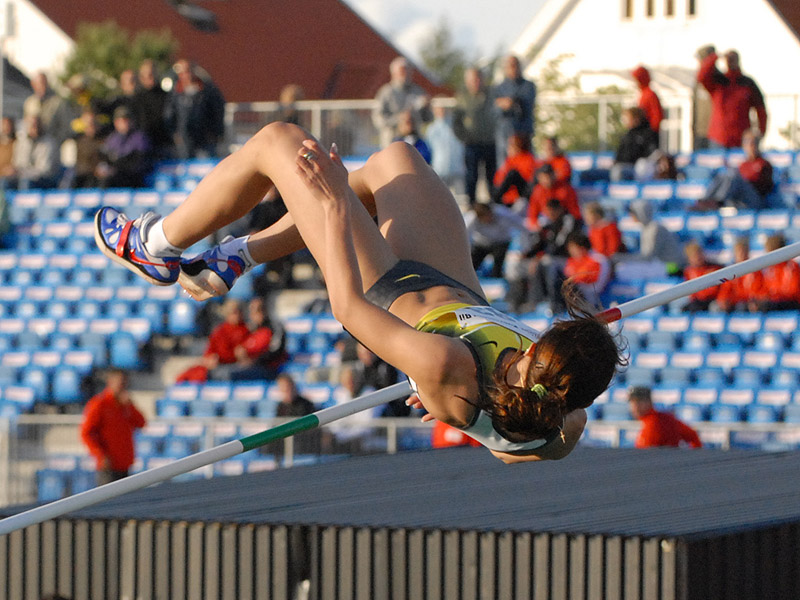
Неудачная попытка Елены Слесаренко в прыжке в высоту

Технические дисциплины лёгкой атлетики — следующие виды:
- вертикальные прыжки: прыжок в высоту, прыжок с шестом;
- горизонтальные прыжки: прыжок в длину, тройной прыжок;
- метания: толкание ядра, метание диска, метание копья, метание молота.

Все эти 8 видов (мужская программа) в полном составе входят в программу олимпийских игр с 1908 года. С того момента как женское метание молота вошло в программу олимпийских игр (2000 год) все 8 видов входят и в женскую программу. Технические виды входят также в легкоатлетические многоборья.

## История
В программу первых олимпийских игр (1896 год) входили вертикальные и горизонтальные прыжки, толкание ядра и метание диска. Впоследствии в программу входили и исключались: метание веса в 56 фунтов, метание диска греческим стилем, прыжок в высоту с места и другие экзотические дисциплины.
В начале XX века проходили соревнования в прыжках с места, которые были в программе Олимпийских игр 1900—1912 годов (прыжок в высоту с места, прыжок в длину с места), в 1900 и 1904 годах (тройной прыжок с места). Реймонд Юри, который участвовал в трёх олимпиадах (1900–1908), выиграл все 8 разыгранных золотых медалей.

## Регламент основных соревнований
Победителем становится тот, кто достигнет самого высокого результата среди всех засчитанных попыток в основных соревнованиях.

### Соревнования в вертикальных прыжках
В начале соревнований определяется последовательность увеличения высоты планки для всех этапов данной дисциплины. На преодоление каждой высоты спортсмену даётся 3 попытки. Если спортсмен удачно взял высоту, то он опять имеет 3 попытки. Спортсмены имеют право перенести 1 или 2 оставшиеся попытки на следующую высоту.
В случае равенства результатов на очередной высоте и исчерпании всех попыток участниками победитель среди нескольких спортсменов определяется по следующему алгоритму:
1. Преимущество получает тот, кто затратил меньше попыток на высоту, где возникло равенство.
2. При равенстве по пункту 1 преимущество у того, у кого наименьшее количество неудачных попыток по ходу всего круга (основного)[3].
3. При равенстве по пункту 2 спортсмены выполняют «перепрыжку» — дополнительную попытку на следующую по порядку высоте. Если преодоление этой высоты не выявило победителя, то планка опускается на оговорённую величину (2 см в прыжках в высоту и 5 см в прыжках с шестом). Если высоту взяли все спортсмены, то планка поднимается на эту величину, если не берут, то опускается на данную величину и так до тех пор пока не будет определён победитель.

При равенстве результатов для других мест (второе, третье и ниже) «перепрыжки» не назначается, а место делится между спортсменами.

### Регламент в остальных технических видах
В отборочных (квалификационных) соревнованиях каждому спортсмену даётся 3 попытки. Если в основных соревнованиях участвует более восьми спортсменов, то каждому даётся по 3 попытки и лучшим восьми спортсменам по окончании трёх попыток предоставляется (финал) ещё 3. Если спортсменов — 8 или менее, то каждому предоставляется 6 попыток. При равенстве результатов в лучших попытках победителя определяет соответственно вторая (третья и так далее до шестой) попытка.